# Hunter Schafer
Pour les articles homonymes, voir Schafer.
Hunter Schafer, née le 31 décembre 1998 à Trenton (New Jersey), est une actrice, réalisatrice, scénariste et mannequin américaine.
En tant que mannequin, elle est connue pour avoir posé pour de nombreuses marques, dont la maison Dior, pour laquelle elle a également défilé.
Elle commence sa carrière d'actrice en 2019 avec le rôle de Jules Vaughn dans la série télévisée Euphoria, diffusée sur HBO.

## Biographie

### Enfance
Hunter Schafer a grandi à Trenton dans le New Jersey avant de déménager à Raleigh en Caroline du Nord. Ses parents sont Katy et Mac Schafer. Son père est pasteur à l'église Hudson Memorial Presbyterian. Elle a deux sœurs et un frère.
Au lycée, elle proteste contre le North Carolina Public Facilities Privacy & Security Act, aussi connu sous le nom HB2, une loi qui interdit l'usage par les personnes transgenres des toilettes destinées au genre auquel elles s'identifient. Elle est par la suite diplômée du programme d'arts visuels de l'université North Carolina School of the Arts en 2017.
Lors d'une interview, elle révèle que durant sa jeunesse, Internet l'a aidée dans sa transition. En effet, en se tournant vers des témoignages de personnes transgenres sur YouTube ou sur les réseaux sociaux, Hunter a pu trouver de l'aide pour sa propre transition. Pour Hunter, être une femme trans est une fierté, elle déclare : « j'aime que les gens sachent que je ne suis pas une femme cis […] je suis fière d'être une personne trans ».

### Carrière
En tant que mannequin, Hunter a travaillé pour plusieurs marques et créateurs dont Dior, Miu Miu, Rick Owens, Helmut Lang, Tommy Hilfiger, Coach, Maison Margiela, Vera Wang, Marc Jacobs, Versus Versace, Emilio Pucci, Ann Demeulemeester. En 2018, elle figure dans la liste des 46 nouveaux mannequins « à suivre » lors de la New York Fashion Week dressée par le journal en ligne Observer,,,.
En 2017, elle apparaît dans la liste des 21 Under 21 du magazine Teen Vogue, ce qui lui permet d'obtenir un entretien avec la sénatrice et ancienne secrétaire d'État Hillary Clinton.
En 2019, elle incarne l’un des principaux personnages de la série télévisée Euphoria, diffusée sur la chaîne HBO. Dans cette série, elle interprète Jules Vaughn, une adolescente trans qui se lie d'amitié avec Rue, personnage joué par l’actrice Zendaya. Co-produite par le rappeur Drake, Euphoria est saluée par la critique et connaît de bonnes audiences sur le service de streaming de la chaîne. Elle marque également les débuts de Schafer en tant qu'actrice. Sur ce projet, elle collabore de près avec le créateur de la série, Sam Levinson, en l’aidant à élaborer son personnage de jeune femme trans,. En 2021, elle participe en tant que scénariste à l'écriture d'un épisode special centré sur son personnage, qu'elle produit également.

### Vie privée
En 2019, lors d'une interview pour Dazed, elle déclare que l'on peut la considérer comme lesbienne. Néanmoins, en décembre 2021, elle annonce « clarifier vaguement » son statut sur Twitter : « je suis bi ou pan ou quelque chose ». Peu après la deuxième investiture de Donald Trump, elle dénonce la modification de la mention du genre sur son passeport, du fait des décrets visant l'« idéologie transgenre ».
De décembre 2021 à avril 2023, elle est en couple avec le chanteur et acteur Dominic Fike, qu’elle a rencontré sur le tournage de la série télévisée Euphoria.
En 2024, elle déclare avoir eu une relation de cinq mois en 2019 avec la chanteuse espagnole Rosalía.

## Filmographie

### Actrice

#### Cinéma
- 2021 : Belle de Mamoru Hosoda : Ruka Watanabe (voix - doublage anglophone)
- 2023 : Hunger Games : La Ballade du serpent et de l'oiseau chanteur (The Hunger Games: The Ballad of Songbirds & Snakes) de Francis Lawrence : Tigris Snow
- 2024 : Cuckoo de Tilman Singer : Gretchen
- 2024 : Kinds of Kindness de Yórgos Lánthimos : Anna (segment « R.M.F. Eats a Sandwich »)
- 2025 : Mother Mary de David Lowery : Hilda

#### Télévision
- depuis 2019 : Euphoria de Sam Levinson : Jules Vaughn

#### Jeux vidéo
- Sans date annoncée : OD d'Hideo Kojima[20]

### Réalisatrice

#### Clips vidéos
- 2022 : hornylovesickmess de girl in red
- 2023 : Why Am I Alive Now? de ANOHNI and the Johnsons

### Scénariste

#### Télévision
- 2021 : Euphoria de Sam Levinson : épisode spécial « J'emmerde tout le monde sauf les blobs marins » – coécrit avec Sam Levinson

## Voix francophones
En version française, Audrey Sourdive la double dans la série Euphoria, et le film Kind of Kindness, et Olivia Luccioni dans le film Hunger Games : La Ballade du serpent et de l'oiseau chanteur.
En version québécoise, Émilie Josset la double dans Hunger Games : La Ballade du serpent et de l'oiseau chanteur tandis que Célia Gouin-Arsenault lui prête sa voix dans le film Coucou.